# Mélanie Turgeon
Mélanie Turgeon (* 21. Oktober 1976 in Alma, Québec) ist eine ehemalige kanadische Skirennläuferin.

## Biografie
Turgeon sorgte erstmals 1994 für Aufsehen, als sie bei den Juniorenweltmeisterschaften in Lake Placid fünf Medaillen gewann (Gold im Riesenslalom und in der Kombination, Silber im Super-G sowie Bronze in der Abfahrt und im Slalom). Im Weltcup gewann sie ein Rennen; den Super-G von Innsbruck im Februar 2000. Darüber hinaus stand sie insgesamt noch weitere sieben Mal, in Abfahrt und Super-G, auf dem Podest.
Ihren größten Erfolg konnte Turgeon bei den Skiweltmeisterschaften 2003 in St. Moritz feiern, als sie Weltmeisterin in der Abfahrt wurde. In der nachfolgenden Saison konnte sie aufgrund chronischer Rückenschmerzen nicht starten, in der Saison 2004/05 ging sie lediglich in fünf Speed-Rennen an den Start, wobei ihr bestes Resultat ein 16. Rang (Abfahrt Lake Louise am 4. Dezember) war. Letztmals bestritt sie am 21. Dezember in St. Moritz einen Super-G (Rang 45), für die Abfahrt am 6. Januar in Santa Caterina hatte sie zwar genannt, war aber nicht angetreten. So war sie auch nicht bei den Weltmeisterschaften dabei und konnte daher ihren Titel nicht verteidigen. Für die Saison 2005/2006 plante sie ein Comeback, beendete dann aber ihre Karriere.
Turgeon nahm für Kanada an drei Olympischen Winterspielen teil: 1994 in Lillehammer, 1998 in Nagano und 2002 in Salt Lake City.
Turgeon ist Athletenbotschafterin der Entwicklungshilfeorganisation Right To Play.

## Karrierebilanz
- 1 Weltcup-Sieg (1 × Super-G)
- 8 Weltcup-Podestplätze (6 × Super-G, 2 × Abfahrt)
- 1 WM-Titel (Abfahrt in St. Moritz 2003)
- 7 kanadische Meistertitel (Riesenslalom 1993, 1995 und 1996; Super-G 1995 und 1997; Slalom 1996; Abfahrt 2001)